# Alice in Chains
Alice in Chains (транскр.  Алис ин чејнс) је амерички гранџ бенд основан у Сијетлу касних 80-их. Бенд су у почетку чинили Лејн Стејли (енгл. Layne Staley) (вокал), Џери Кантрел (енгл. Jerry Cantrell) (гитара), Мајк Стар (енгл. Mike Starr) (бас гитара) и Шон Кини (енгл. Sean Kinney) (бубњеви).

## Бенд од 1987. до 2002.
На првом албуму групе, названом Facelift, био је и хит Man In The Box. Бенд је постао популаран 1992, када се песма Would? нашла на саундтреку филма Singles. Исте године група снима Dirt, други по реду студијски албум који је био запажен по снажном и тешком звуку. По оцени критичара, ради се о најбољем албуму групе. Теме песама су најчешће повученост и зависност. Групу потом напушта басиста Мајк Стар, а мења га Мајк Ајнез. Године 1994. бенд објављује албум Jar Of Flies који постаје први ЕП на првом месту Билбордове топ-листе, а такође и најпродаванији ЕП албум до тада. Звук је много лакши него на претходном албуму, а на њему се налази већи број акустичних песама. Године 1995. објављен је трећи студијски албум групе под насловом Alice in Chains, који је означио повратак чвршћем звуку. Албум се пласирао на прва места топ-листа, али турнеја која је уследила није била у потпуности успешна због проблема са Стејлијевом зависношћу од хероина. Када му је 1996. умрла девојка, Стејли запада у депресију и умире под неразјашњеним оклоностима 5. априла 2002. Интересантно је да је 5. априла, али 1994. умро и Курт Кобејн из групе .

## Од 2005. до данас
Након трогодишње паузе, група наставља с радом 2005. са новим певачем Вилијамом Дувалом енгл. William DuVall. Године 2009. група издаје нови албум, Black Gives Way to Blue, чиме је означен и званичан повратак на музичку сцену. У априлу 2010. гитариста Џери Кантрел је изјавио да бенд припрема пети студијски албум.8. марта 2011. године умро је бивши басиста, Мајк Стар.

## Наслеђе
Alice in Chains је продала више од 16 милиона албума у САД, и 35 милиона широм света, избацила два албума који су били на првом месту топ-листа и 40 синглова и примила 7 Греми номинација. Бенд је рангиран 34. на VH1 Листи Најбољих Рок уметника. Други албум групе, Dirt, назван је 5-тим најбољим албумом у последње две деценије по Close-Up магазину. Августа 2009, Alice in Chains је освојила Kerrang! Icon Award.
Alice in Chains је имала велики утицај на велики број бендова, као што је Godsmack. Певачу Sully Erna је Layne Staley био први узор. 

### Бивши чланови групе
- Лејн Стејли – главни вокал, првобитни певач, повремено ритам гитара
- Mike Starr – бас, пратећи вокал

## Садашњи чланови групе
- Вилијам Дувал – главни и пратећи вокал, ритам гитара
- Џери Кантрел – пратећи и главни вокал, соло гитара
- Мајк Ајнез – бас, пратећи вокал
- Шон Кини – бубњеви, перкусиониста

## Дискографија
Студијски албуми
- 1990: Facelift
- 1992: Dirt
- 1995: Alice in Chains
- 2009: Black Gives Way to Blue
- 2013: The Devil Put Dinosaurs Here
- 2018: Rainier Fog

## Галерија
- Лејн Стејли током концерта бенда у Бостону, 1992.
- Током наступа у Шпанији 2010.
- Алис ин чејнс, као предгрупа групи Ганс ен’ роузиз, 2016. године у Канзас Ситију